# Six Dynasties
La période des  « Six Dynasties »  (chinois : 六朝 ; pinyin : liù cháo) de l'histoire chinoise commence en 220 avec la chute de la dynastie Han et s'achève en 589 lors de la réunification de Sui Wendi. Elle tire son nom de six dynasties s'étant succédé dans le Sud, ou bien de six dynasties considérées comme légitimes, la différence étant que la première débute par le royaume de Wu, tandis que la seconde débute par le royaume de Cao-Wei. Mais cette longue période, marquée par la division politique de la Chine (on parle souvent de « période de division/désunion »), notamment suivant un découpage Nord-Sud, comprend en fait plus de dynasties, en particulier dans le Nord qui est souvent lui-même subdivisé entre plusieurs royaumes. Elle recouvre les périodes des Trois Royaumes (220-280), de la dynastie Jin (265-420) et des Seize Royaumes (304-439), puis celle des dynasties du Nord et du Sud (428-589) qui s'achève par la réunification de la Chine par la dynastie Sui (581-618). Plus récemment s'est développé un cadre chronologique alternatif, mais avec des bornes chronologiques similaires ou du moins proches, celui du « haut Moyen-Âge chinois ».
Sur le plan politique c'est une période confuse, pendant laquelle la Chine, divisée, est régulièrement en proie à de grands troubles politiques. Malgré cela, de nombreuses avancées scientifiques ont pu être faites, notamment en médecine, en astronomie et en chimie. La poésie s'est beaucoup développée, et de nombreux poèmes sur l'amour, la beauté et les relations humaines ont été composés à cette époque. C'est aussi la période d'essor du bouddhisme en Chine.

## Histoire
La période que l'historiographie chinoise traditionnelle désigne comme celle des « Six dynasties » doit son nom aux six dynasties jugées légitimes qui se sont succédé (dont la composition varie), ce qui permet de présenter une image idéale d'une continuité impériale. 
Dans la pratique, la situation est beaucoup plus complexe puisque la période est marquée par une fragmentation politique quasi-continue. Elle a de ce fait souvent été présentée comme une « période de désunion », entre les empires unificateurs des Han et des Sui-Tang, parce que la situation « normale » de la Chine serait d'être unifiée. Cette vision a été critiquée, car la Chine est souvent divisée politiquement au cours de sa longue histoire et que la réunification politique ne semble pas être un objectif politique des empires de la période.
| « Trois Royaumes » 220-280 : 60 ans                            | « Trois Royaumes » 220-280 : 60 ans                 |
| -------------------------------------------------------------- | --------------------------------------------------- |
| Chine du Nord : Wei à Luoyang                                  | Chine du Sud-Ouest: Shu, Chine du Sud-Est : Wu      |
| brève unification : Jin occidentaux à Luoyang 265-316 : 51 ans |                                                     |
| nouvelles fragmentations                                       |                                                     |
| au Nord : « Seize Royaumes » : 304-439 : 135 ans               | au Sud : Jin orientaux 317-420 : 103 ans            |
| « Dynasties du Nord »                                          | « Dynasties du Sud »                                |
| Wei du Nord 386-534 : 148 ans                                  | Song du Sud 420-479 : 59 ans                        |
| Wei de l'Est 534-550 : 16 ans                                  | Qi du Sud 479-502 : 23 ans                          |
| Wei de l'Ouest 535-556 : 21 ans                                | Liang 502-557 : 55 ans                              |
| Qi du Nord 550-577 : 27 ans                                    | Liang postérieurs, ou Liang du Sud 555-587 : 32 ans |
| Zhou du Nord 557-581 : 24 ans                                  | Chen 557-589 : 32 ans                               |

### Fin des Han et Trois royaumes (180-280)
Entre les dernières décennies du IIe siècle et 220, les empereurs de la longue dynastie Han perdent peu à peu leur emprise sur leur empire, à la suite de révoltes ayant entraîné l'autonomisation de plusieurs grands généraux qui réussirent à se tailler des principautés dans les provinces. En 220, quand le dernier empereur Han est destitué, trois royaumes se partagent la Chine : Wei, Han et Wu.

L'empire des Han orientaux vers 140.
L'extension approximative des Trois royaumes vers 260, à la veille de la conquête de Shu par Wei.

### Les Jin de l'Ouest (280-316)
La période des Trois royaumes a pourtant semblé s'achever en 280 par l'unification de la Chine sous l'égide du lignage Sima, fondateur de la dynastie Jin de l'Ouest, mais ce fut de courte durée. Les troubles politiques du IIIe siècle ont permis l'ascension de grands lignages qui n'entendent pas laisser le pouvoir impérial empiéter sur leur autonomie dans leur province, constituant ainsi des poches de révoltes potentielles. Mais les troubles les plus graves furent ceux existant à l'intérieur du clan Sima, qui débouchent en 291 sur une terrible guerre civile connue sous le nom de « révolte des huit princes ». Cette situation favorisa au début du IIIe siècle la montée en puissance des populations barbares situées dans la partie nord de l'empire, depuis longtemps déjà intégrées aux armées chinoises. Des généraux Xiongnu se taillèrent ainsi des principautés dans le Shanxi, et l'un d'entre eux réussit en 311 à prendre la capitale Luoyang, massacrant alors une grande partie de la famille impériale et des hauts dignitaires. Durant les troubles qui suivirent, le dernier foyer des Jin en Chine du Nord, Chang'an, tomba en 316.

L'empire des Jin occidentaux et ses provinces après la « réunification », dans les années 280, avec la localisation des principaux peuples non-Han établis dans l'empire où sur ses marges.

### Seize Royaumes et Jin de l'Est (316-420/439)
C'est dans le Sud qu'un membre du clan Sima en poste de gouverneur à Jiankang (l'actuelle Nankin), capitale de la région du Bas Yangzi, Sima Rui, assura alors la continuité de la dynastie Jin, mais il ne put étendre son autorité que sur la partie méridionale de la Chine (au sud du Yangzi), laissant le Nord aux royaumes barbares : c'est la période de la dynastie des Jin orientaux (317-420) au Sud, et des Seize royaumes des cinq barbares (304-439) au Nord. La nouvelle dynastie Jin s'appuyait sur de nombreux émigrés chinois depuis le Nord, fuyant les régimes fondés par les non-Han. Certains tentèrent même de se servir du Sud comme base de reconquête du Nord, foyer de la civilisation chinoise, mais ce fut peine perdue face à la résistance des troupes des royaumes septentrionaux, en dépit de quelques succès éphémères. Le plus actif des généraux Jin fut Huan Wen (en), qui dirigea de fait le royaume entre 345 et 373, mais échoua dans ses ambitions septentrionales. Au Nord, les rivalités entre les chefs de guerre, fondateurs de royaumes peu durables, empêchèrent une unification de la région et donc la constitution d'une puissance militaire à même de menacer durablement le Sud. Seuls les Qin antérieurs (d'ethnie Di apparentée aux Tibétains) parvinrent à placer temporairement une majeure partie du Nord sous leur coupe, mais ils échouèrent à conquérir le Sud en 383 (lors de la bataille de la rivière Fei, restée célèbre dans l'histoire de la Chine médiévale). Ce revers fut l'occasion pour plusieurs de leurs vassaux de s'émanciper et de les vaincre.
La période des dynasties du Sud et du Nord est donc l'héritière de cette longue ère de conflits et de divisions. Loin d'être une simple parenthèse dans l'histoire d'une Chine qui serait vouée à connaître l'unité comme le veut l'idéal impérial chinois, cette période d'éclatement a au contraire fortement façonné ce pays, apportant des évolutions déterminantes pour la suite, en grande partie liées à ce contexte de fragmentation politique.

Situation politique de la Chine du Nord en 327, au début de la période des Seize Royaumes et des Jin orientaux.
L'extension maximale de l'empire des Qin antérieurs avant la bataille de la rivière Fei (ligne rouge vif), et le recul après la contre-attaque des Jin (bordeaux).
Les royaumes se partageant la Chine du Nord en 395-400, après la chute des Qin antérieurs.

### Dynasties du Sud et du Nord (420/439-581)

Extension des royaumes des Wei du Nord et des Song du Sud vers 450.
La situation politique de la Chine vers 546, après la division du Nord entre les Wei de l'Est et les Wei de l'Ouest.
La situation politique de la Chine vers 572.

### Les conquêtes Sui (581-589)
Le nouvel empereur des Zhou, Yuwen Yun/Xuandi, ne se préoccupa pas vraiment de conquêtes militaires, mais plutôt d'intrigues de cour qui coûtèrent la vie à plusieurs hauts dignitaires. Ce fut un général du nom de Yang Jian, dont la fille était l'épouse principale de l'empereur, qui tira son épingle dans le jeu politique de la période. Quand le monarque mourut en 580, il élimina ses derniers rivaux à la cour des Zhou, puis destitua finalement l'empereur Yuwen Chan en 581, fondant la nouvelle dynastie Sui sous le nom impérial de Wendi. Les premières années de son règne furent marquées par la fondation d'une nouvelle capitale très vaste près de Chang'an, à Daxingcheng. En 587, il annexa le royaume des Liang postérieurs, ce qui lui offrit une porte d'entrée vers le Sud. Une grande campagne fut préparée pour l'année suivante : le commandement de l'armée fut confié au second fils de l'empereur, Yang Guang, qui s'empara de Jiankang, aboutissant en 589 à la fin de la dynastie Chen. La Chine était unifiée.

## Le Nord face au Sud

Les principaux ensembles géographiques de la Chine.
Les principales villes et ensembles géographiques de la période des Six dynasties.

La période des Six dynasties fut marquée par une césure croissante entre le Nord et le Sud de la Chine, durant laquelle l'opposition géographique devint politique puis culturelle. Elle était une des données majeures de la période des dynasties du Sud et du Nord.

### Deux espaces géographiques distincts
Le Nord de la Chine s'organisait autour de la vallée du fleuve Jaune. Cette région était elle-même marquée par une séparation Ouest/Est, entre la partie appelée l'« Intérieur des Passes » (Guanzhong, parce qu'on y parvenait depuis l'Est en franchissant plusieurs passes ; on trouve aussi Guanxi, « Ouest des Passes »), centrée sur la vallée de la rivière Wei et la capitale occidentale, Chang'an (Xi'an de nos jours, dans le voisinage de l'ancienne capitale Xianyang des Qin et bien avant Feng et Hao des Zhou), et celle appelée l'« Est des Passes » (Guandong), centrée sur la région moyenne du fleuve Jaune, autour de la capitale orientale Luoyang (elle-même proche d'une ancienne capitale des Zhou, Chengzhou).
Le Sud est pareillement constitué de plusieurs grandes régions, qui à la différence du Nord sont marquées par la présence de nombreuses collines, montagnes, cours d'eau et lacs pouvant constituer des obstacles naturels : la région du « Sud du fleuve » (Jiangnan, c'est-à-dire la rive droite du Yangzi), autour de Jiankang (Nankin) et du cours inférieur du Yangzi ; le Moyen Yangzi (autour des provinces de Jingzhou et Xiangyang), région où le fleuve est rejoint par de nombreux affluents, située à la charnière entre le Nord et le Sud (ce qui explique qu'elle soit souvent le théâtre de batailles) ; le Sichuan à l'ouest, isolé par les Trois Gorges, ce qui permit à plusieurs reprises l'émergence d'entités politiques indépendantes hors de portée des autres royaumes.

### Une séparation politique
Après la chute des Han, c'est du Nord que vinrent les plus puissants royaumes chinois, les Wei et les Jin occidentaux, qui assurèrent la continuité des traditions impériales, qui étaient déjà ancrées profondément dans ces régions. Le Nord fut très marqué par l'émigration de nombreuses populations nomades qui y fondèrent des États à l'époque des Seize Royaumes, y firent souche, en se mélangeant à la population originaire de la région (voir plus bas). Le Sud de la Chine, autour et au sud de la vallée du Yangzi, était dans l'Antiquité une région peu peuplée, qui connut un essor important à partir de la chute des Han, quand les premiers troubles militaires dans le Nord entraînèrent une vague de migration vers ses régions. La formation du royaume de Wu au IIIe siècle puis l'implantation des Jin orientaux le siècle suivant dans la basse vallée du Yangzi autour de Jiankang où trouvèrent refuge de nombreuses familles du Nord. L'opposition politique entre Nord et Sud fut permanente durant la période des Six dynasties, hormis l'intermède d'unification par les Jin occidentaux de 280 à 317. En général, le Nord était partagé entre plusieurs entités politiques fondées et dirigées par des non-chinois. Le Sud fut en revanche contrôlé par des dynasties fondées par des Chinois se succédant l'une après l'autre. Seul le Sichuan, en raison de son isolement, fut plus difficile à contrôler pour celles-ci et connut des périodes d'autonomie ou de contrôle par un royaume septentrional. Les conflits militaires entre Nord et Sud furent constants en raison de la persistance de la volonté d'unification de la Chine.

### Différences et relations culturelles

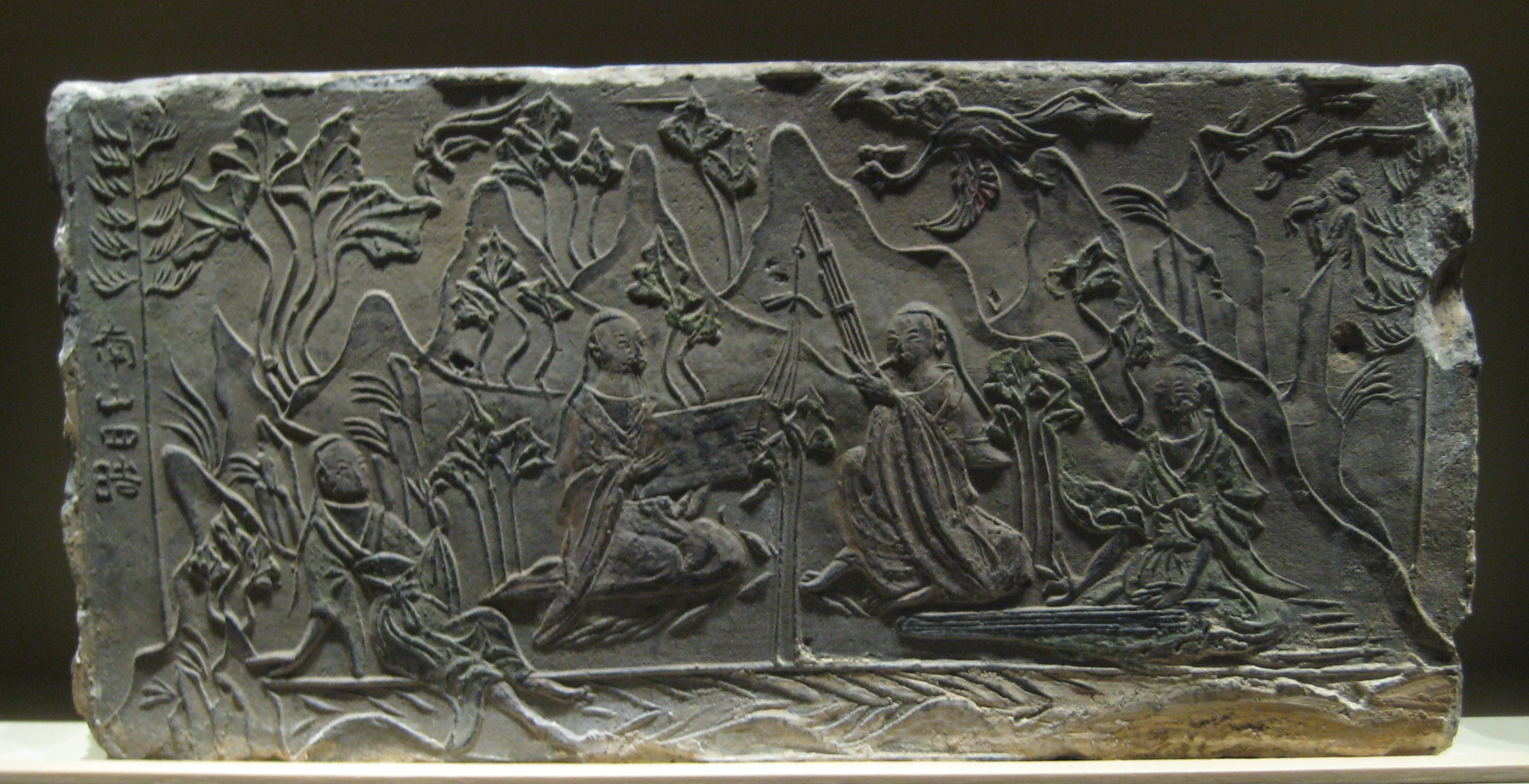
Sages jouant de la musique dans un paysage de montagnes du Sud chinois, brique funéraire de la période des Dynasties du Sud (420-589) exhumée à Dengxian (Henan).

L'implantation de dynasties chinoises dans le Sud jusqu'alors plutôt marginal dans la culture chinoise entraîna l'émergence d'un foyer de culture chinoise dans le Sud, au point que les nouveaux venus y firent souche bon gré mal gré, s'appropriant le territoire. Avec la poursuite des migrations et l'essor de la riziculture irriguée durant cette même époque, le Sud connut un essor démographique marqué, comprenant peut-être près de 40 % de la population chinoise à l'avènement des Sui en 581. Par opposition au Nord dominé par des guerriers « Barbares », les grandes familles du Sud tendirent à se percevoir comme les conservateurs des traditions culturelles chinoises. Les intellectuels méridionaux construisirent ainsi l'image qui aboutit sous les Tang à la vision d'une période des Six dynasties caractérisée par un Nord aux valeurs viriles et martiales et un Sud plus sensuel et raffiné. Cela occultant les raffinements des cours du Nord, tout comme l'importance du fait militaire et de la violence politique dans les dynasties du Sud.
Les différences culturelles entre les deux régions furent relevées dans la seconde moitié du VIe siècle par Yan Zhitui, un des nombreux lettrés du Sud réfugié dans le Nord à la suite des troubles politiques de la période, reflétant sans doute dans ses écrits le point de vue des aristocrates septentrionaux. Il releva ainsi : des dialectes différents ; une plus grande proximité entre les membres des lignages du Nord ; le comportement plus franc et cordial des gens du Nord, tandis que les gens du Sud étaient jugés plus distants mais aussi plus raffinés ; la place plus importante des femmes dans la vie publique au Nord ; des usages différents, notamment à la suite de la mort d'un membre de la famille ; etc Les différences étaient sans doute estompées par les échanges qui restèrent constants au moins dans le milieu des marchands, des lettrés et des élites politiques. Les relations diplomatiques entre les cours du Nord et du Sud étaient ainsi l'occasion d'échanges révélant les similitudes entre les deux moitiés de la Chine, au moins chez leurs élites, les ambassades permettant de voir que les gens de l'autre région étaient eux aussi « civilisés » (surtout pour les Méridionaux qui avaient une piètre image des « Barbares » du Nord). Comme souvent avec ce genre de représentations mentales, il est malaisé de savoir dans quelle mesure elles reflétaient la réalité.

## «Barbares» et «Chinois»

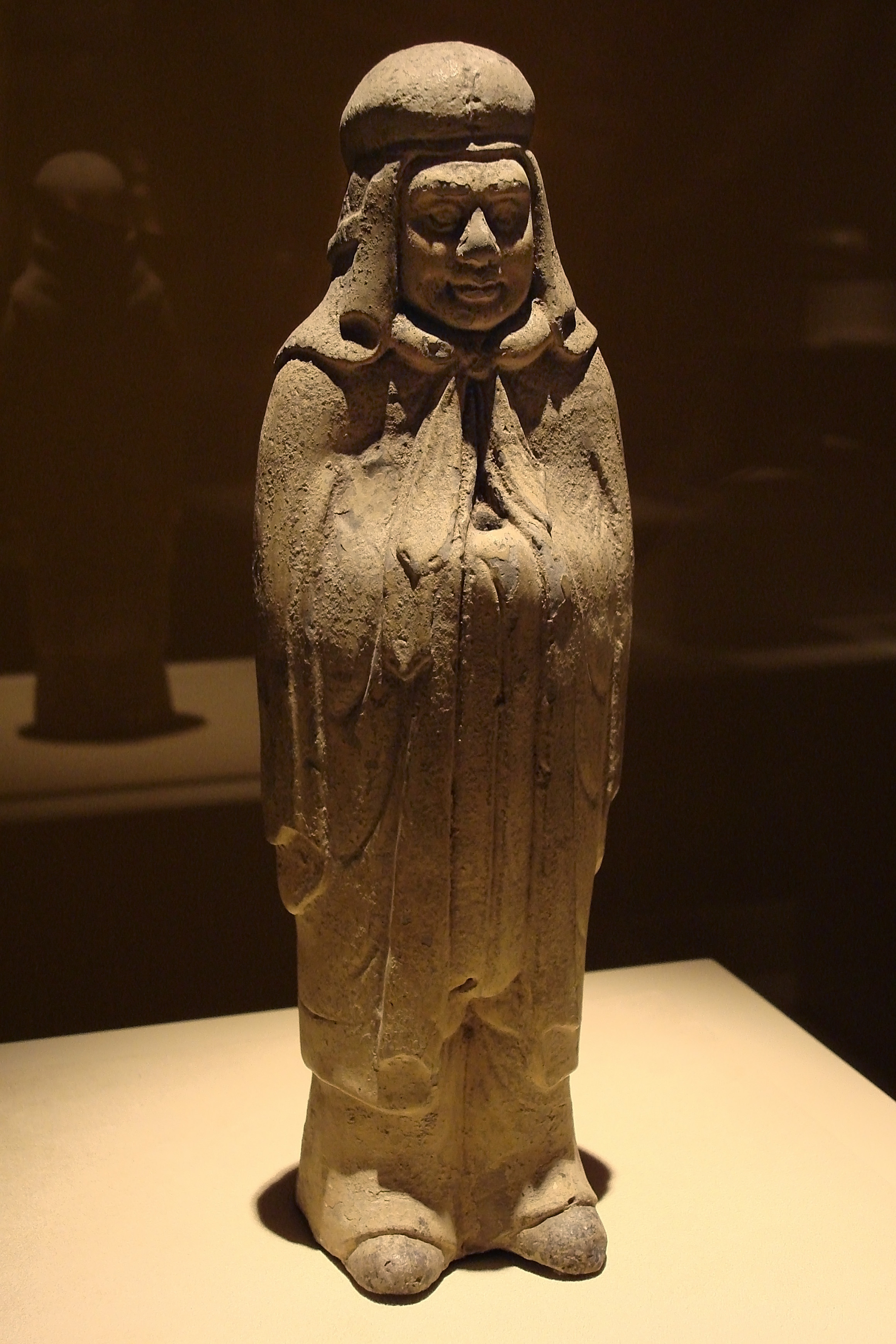
Statue gardienne de tombe représentant un guerrier xianbei, vêtu du manteau caractéristique des soldats du Nord, période des Wei du Nord (386-534).

### Les peuples du Nord
Le haut Moyen-Âge chinois est marquée par l'importance des populations ayant une origine ethnique non « chinoise »/Han, dans le Nord du pays, à la suite des migrations de populations d'ethnies différentes depuis les régions situées plus au nord et à l'ouest. Il s'agit de groupes de populations traditionnellement considérés comme des « Barbares » (Hu) par les Han. Concrètement, ce groupe hétérogène comprend des peuples ayant eu à l'origine un mode de vie nomade ou semi-nomade, venant de régions situées entre la Sibérie méridionale et la Mongolie intérieure : en premier lieu les Xiongnu, mais aussi les Jie, puis pour la période qui nous intéresse les Xianbei venus de Mandchourie, eux-mêmes divisés en plusieurs sous-groupes - Murong, Tuoba, Qifu, Yuwen pour ceux qui ont joué un rôle important dans l'histoire chinoise. Les régions du Nord-Ouest ont quant à elles connu une forte émigration de populations sans doute apparentées au groupe tibéto-birman, les Di et les Qiang.
Les études récentes, élaborées à partir de l'exemple des royaumes barbares d'Occident, qui présentent de fortes similitudes avec leurs contemporains de Chine et y sont donc jugées transposables, considèrent que ces groupes ne sont pas à proprement parler des entités ethniques, a fortiori biologiques, mais préfèrent parler d'« ethnogenèse ». Elles mettent en avant l'instabilité et la fluidité de ces groupes, qui construisent leur identité ethnique et la font évoluer au gré des événements, et dans bien des cas échouent à se stabiliser. Ils se construisent des origines légendaires, et plus largement une idéologie qui consolide le sentiment d'appartenance au groupe. Pour beaucoup l'élément fédérateur est la présence d'un chef et d'une élite militaire cohérente culturellement, donc une armée qui réunit autour d'elle, progressivement par ses succès, des gens de diverses origines, constituant une confédération qui progressivement adopte un caractère ethnique. Ainsi le groupe ethnique le plus important politique durant la période des dynasties du Sud et du Nord, les Xianbei, sont à l'origine une obscure tribu de la frontière du nord-est de la Chine, puis dans le contexte suivant la défaite des Xiongnu face aux Han en 89 plusieurs autres groupes s'y rallient tout en gardant leur propre identité (Tuoba, Murong, Yuwen, Duan, etc.). Les Tuoba arrivent à une position dominante, réunissent les autres entités xianbei et prennent en charge la construction d'une légende sur les origines des Xianbei, qui leur donne le beau rôle. Mais l'identité xianbei semble surtout liée à l'appartenance à leur État, les Wei du Nord.
Bien qu'étant en contact avec les royaumes de Chine depuis l'Antiquité, ces populations ne commencèrent à avoir une importance numérique en Chine même qu'à partir du IIIe siècle, après que les empereurs Han puis les chefs militaires du Nord qui prirent leur suite eurent installé sur leur territoire des combattants issus des peuples barbares du Nord avec leurs familles, dans des colonies agricoles et militaires, à partir desquelles ils purent prospérer. Ils profitèrent finalement des troubles que connaissait la dynastie Jin au début du IVe siècle pour fonder leurs propres royaumes, dont les hauts dignitaires et généraux étaient issus d'une ethnie de même origine. Avec l'effondrement des Jin occidentaux, des chefs de guerre Xiongnu, Jie, Qiang, Di puis des Xianbei (Murong et Tuoba) fondent les royaumes de la période des Seize Royaumes : ce sont les « Cinq Barbares », Wu Hu, de l'historiographie chinoise. Pas plus qu'en Europe, on ne peut donc évoquer pour cette époque des « invasions barbares » à proprement parler, tant le phénomène fut progressif et largement initié par les royaumes chinois.

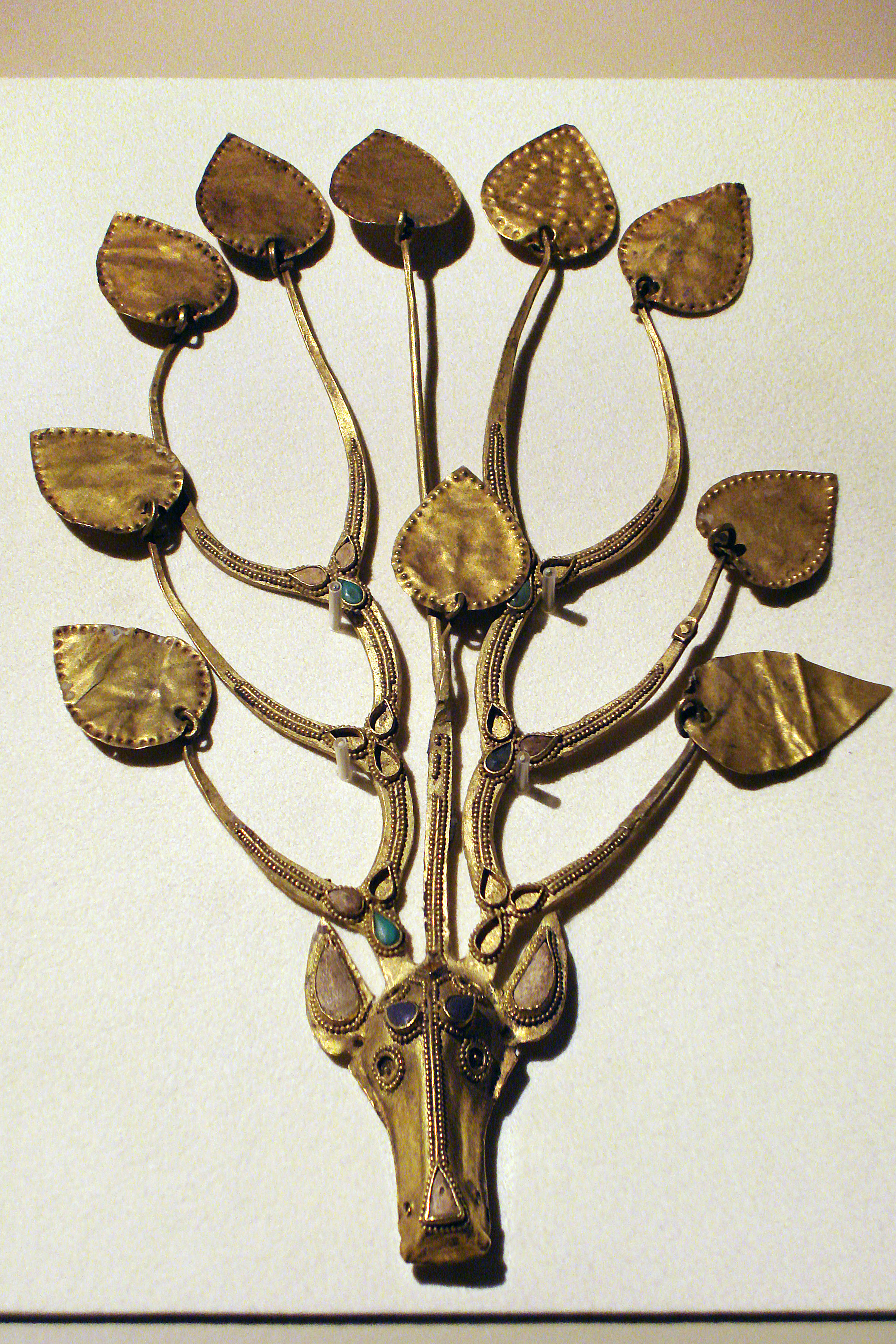
Parure en or incrusté de pierre précieuse, en forme de tête d'un cervidé avec ses bois, terminés par des feuilles d'or. Ce type de parure servait à décorer les coiffes des aristocrates Xianbei, et se retrouve dans plusieurs tombes du nord-est chinois du IV.

### Coexistence et hybridation
La plupart des royaumes fondés en Chine du Nord à partir de 317 le furent par des chefs militaires d'origine barbare. Ces royaumes étaient de fait dominés par une aristocratie non-Han, et leur administration tenait souvent à distinguer ses sujets entre Han et non-Han, même si les échanges matrimoniaux avaient bien vite rendu cette distinction problématique. Les aristocrates non-Han eurent tôt fait d'adopter de nombreux aspects du mode de vie des Han, à commencer par leur mode de gouvernement (le processus de « sinisation »). Étant pour la plupart des guerriers, ils recrutèrent pour administrer leurs royaumes des lettrés chinois, lesquels furent peu nombreux à hésiter avant de servir des maîtres « Barbares », du moment que ceux-ci faisaient allégeance à l'idéologie impériale chinoise (sacrifice au Ciel, respect au moins apparent des « classiques ») et fournissaient les titres et les salaires qui allaient avec. Ainsi fut inaugurée la longue tradition des empires chinois fondés par des peuples d'origine étrangère, dont le dernier avatar est la fondation de la dynastie mandchoue des Qing au milieu du XVIIe siècle.
Ces peuples ont grandement contribué à forger la civilisation chinoise médiévale. La culture des élites des dynasties du Nord, les plus fortement « barbarisées », a pu être caractérisée d'« hybride » ou « multiculturelle »,. En raison de la prééminence culturelle chinoise, les apports « barbares » sont souvent vus comme limités, mais ne peuvent être tenus comme insignifiants. Ils concerneraient : les habitudes vestimentaires (pantalon, vestes plus serrées autour des bras à la place des tuniques et robes amples et longues), alimentaires (présence accrue de la viande et du lait), également la musique, la poésie (La Ballade de Mulan) mais surtout les activités militaires avec notamment le développement de la cavalerie qui formait le cœur des armées. Mais dès qu'on bascule dans le domaine politique identifier les apports des non-Han est ardu : ainsi l'historiographie japonais récente a pu discuter quant à savoir dans quelle mesure des innovations institutionnelles des dynasties du Nord comme les garnisons frontalières et les champs égalitaires étaient inspirées par des traditions non-Han.

### Les populations autochtones du Sud
Les royaumes du Sud ont également vécu en contact avec des populations non-Han qu'ils ont rencontré au fur et à mesure de leur expansion dans ces régions et qu'ils désignent par des termes généraux dont on ne sait pas dans quelle mesure ils correspondent à la manière dont les populations en question se percevaient : les Man regroupés notamment dans le Moyen Yangzi mais attestés dans un vaste espace entre Henan et Fujian, les Yue des montagnes vivant entre Jiangsu, Jiangxi et Zhejiang, les Li du Guangdong et Guangxi, les Liao etc. Très nombreux et dominants en nombre les Han dans de nombreuses circonscriptions, souvent mal contrôlés par les royaumes méridionaux, ils ont constitué une source de menaces permanentes. Les Man établis vers la région des gorges du Yangzi ont en particulier été très rétifs à la domination chinoise. Des garnisons sont installées pour les contrôler, des campagnes sont régulièrement entreprises pour soumettre ceux qui résistent le plus voire se rebellent, ce qui génère des coûts très importants. Ceux qui se soumettent sont intégrés dans le système provincial, laissant aux chefs autochtones le rôle d'intermédiaire avec les fonctionnaires chinois. La taxation pèse souvent peu sur ces groupes. Ils ont en partie été assimilés par les populations Han. Vers la fin des dynasties méridionales ils sont souvent employés dans les armées chinoises. Ces peuples sont souvent présentés dans les textes avec mépris, comparés à des animaux sauvages ; ceux qui sont bien intégrés dans les royaumes sont désignés comme « cuisinés » (shu), ce qui restent à l'écart sont « crus » (sheng). Ils vivent essentiellement de l'agriculture, mais quand les royaumes leur réclament du tribut ou pillent leurs territoires ils lèvent également une grande quantité de produits textiles et des chevaux,. Ils ont manifestement eu une influence sur la culture des États chinois méridionaux, mais cela n'a été que peu étudié.

## Gouvernement et élites

### L'aristocratie médiévale

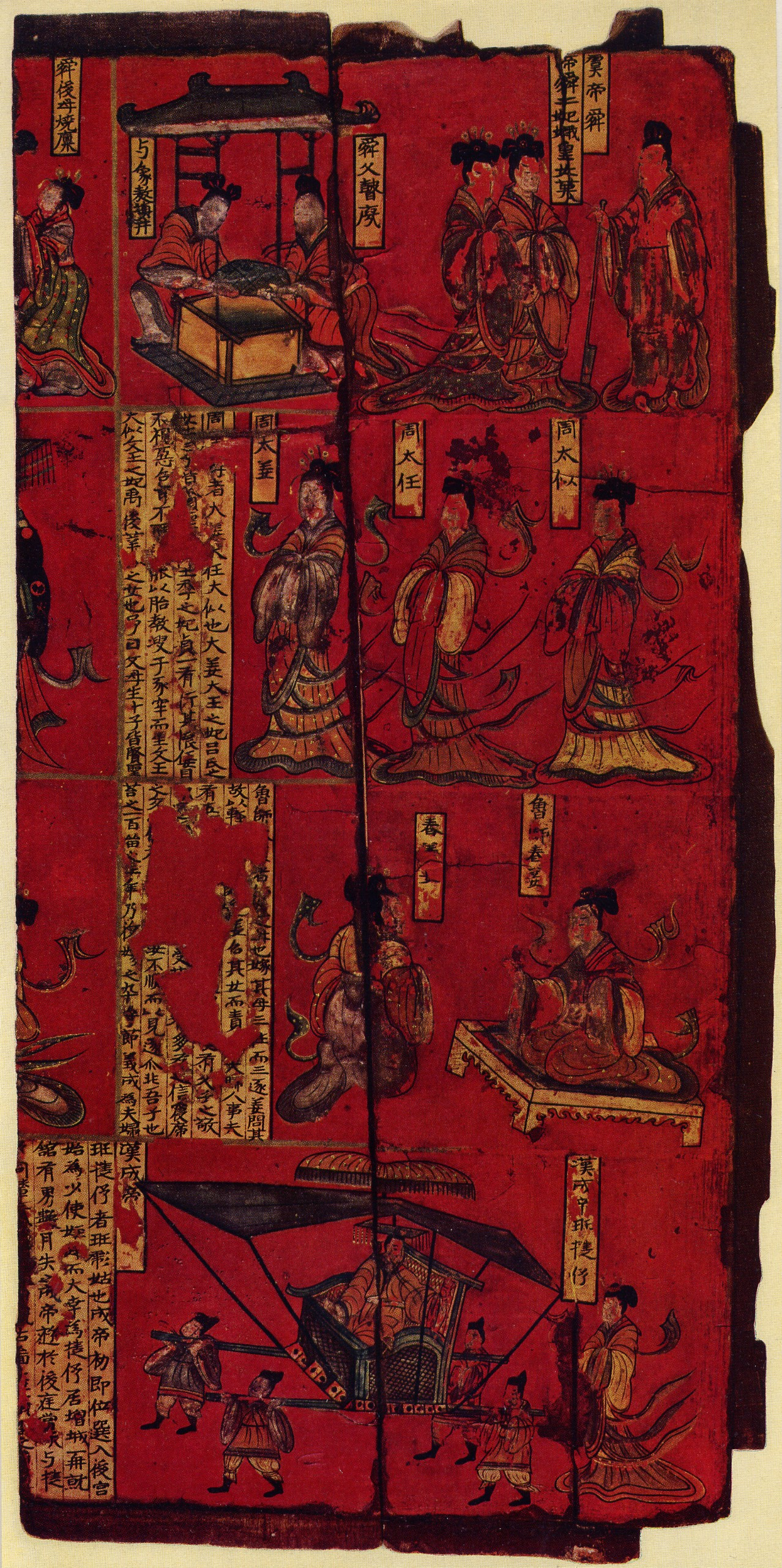
Panneau en laque de Sima Jinlong (ici le devant), représentant sur quatre registres des histoires édifiantes à valeur morale.

Les études historiques sur la première période médiévale chinoise ont accordé une grande attention au milieu des élites « aristocratiques », comprises comme celles de culture chinoise, un ensemble de lignages qui ont joué un grand rôle dans la vie politique, économique et intellectuelle de ces périodes, et qui avaient émergé durant la période finale des Han à partir d'assises locales, dans un contexte de délitement du pouvoir central, dont la puissance ne fut jamais rétablie durant la période des Six dynasties. Avec l'exercice de fonctions officielles, la détention d'une autorité supérieure dans les liens sociaux à une échelle locale (voir ci-dessous) et l'ancienneté du lignage étaient des éléments distinctifs de ces grandes familles. Les bases de leur richesse étaient les importants domaines dont elles disposaient dans leur province d'implantation, où elles avaient leur résidence manoriale (bieshu), de nombreux dépendants travaillant leurs exploitations, et qu'elles défendaient jalousement face aux vues des pouvoirs publics, notamment fiscales.
Leur longévité était parfois remarquable : les Cui de Boling comptaient ainsi parmi les ancêtres de leurs branches des dignitaires ayant servi les Han, les Wei et les Jin, et fournirent des ministres aux royaumes xianbei puis plus tard se retrouvèrent dans la haute administration des Sui et des Tang, et au Sud les Wang de Taiyuan pouvaient se prévaloir d'une même longévité. Mais il s'agit de cas exceptionnels, ce milieu étant marqué par des phénomènes d'ascension sociale et de déclin qui contribuaient à modifier régulièrement sa composition. En particulier les troubles affectant les dynasties du Sud durant la dernière partie du haut Moyen-Âge entraînèrent le déclin de l'aristocratie méridionale. 
Pour mieux assurer le prestige de leur lignée, ces grandes familles prenaient souvent la plume pour rédiger des généalogies (parfois fantaisistes) remontant à des ancêtres fondateurs et décrivant les figures les plus illustres du lignage qui avaient occupé des fonctions importantes et permettaient donc à celui-ci de maintenir son rang ; certains de ces écrits, comme les Enseignements familiaux du clan des Yan de Yan Zhitui, ont atteint une grande qualité littéraire et fourmillent d'informations sur la vie des élites de l'époque. L'éducation, les activités intellectuelles et administratives étaient donc primordiales pour que le lignage puisse se maintenir à son rang sur plusieurs générations, ce qui explique l'habitude de ces lignages d'accaparer les postes civils les plus prestigieux en contrôlant le système de sélection des candidats à ceux-ci. Les réseaux et l'ancienneté seuls ne pouvaient cependant suffire, ni l'appui impérial dans des États où les aristocrates n'eurent jamais une influence profonde ou durable sur les monarques. La morale était également une valeur importante dans l'idéal des élites ; cela se retrouve dans les textes de l'époque, et également dans l'art, comme l'illustre un paravent en laque peint du Ve siècle ayant appartenu à Sima Jinlong, descendant de la famille impériale Jin réfugié chez les Wei du Nord, représentant plusieurs histoires de fils pieux et femmes vertueuses. Ces élites se caractérisaient en revanche par un dédain envers les métiers des armes et du commerce, qui étaient une garantie plus sûre d'ascension sociale pour des lignages d'extraction plus basse.
Les mariages étaient un autre aspect primordial des stratégies des élites pour conforter leur position voire l'améliorer (le sésame étant un mariage dans le lignage impérial). Les mariages ont aussi pu permettre de rendre plus cohérent un milieu aristocratique aux origines très diverses. Les unions entre anciennes familles nobles et familles aisées d'extraction récentes étaient souvent condamnées, sans être forcément proscrites, même si cela se produisit au moins après un décret des Wei du Nord daté de 463 ; leur existence démontre en tout cas le fait que le milieu des familles illustres n'était pas fermé.
Ces aristocrates n'ont pourtant pas vraiment dominé la vie politique de l'époque des Six dynasties. Les grandes familles recherchaient certes des postes prestigieux, mais pas forcément l'exercice de grandes responsabilités qui étaient vecteurs de beaucoup d'incertitudes pour qui souhaitait préserver son assise sociale. En dehors de quelques périodes de domination aristocratique (notamment les Jin de l'Est), la famille impériale dominait le jeu politique et ne s'appuyait pas forcément sur les lignages éminents pour garnir les postes administratifs et militaires importants : au Nord comme évoqué elle gouvernait avec l'élite militaire xianbei (ou xianbéisée) qui était à proprement parler l'élite dirigeante des dynasties du Nord, même si les empereurs intégrèrent également des lignages de la vieille aristocratie à leur réseau d'alliances matrimoniales et leur bureaucratie ; au Sud elle promouvait des lignages provinciaux de gentilshommes de basse extraction (les hanmen, « portes froides », car il s'agissait en principe de familles appauvries), milieu dont sont par ailleurs originaires les familles impériales des dynasties du Sud,.

## Une ouverture au Monde

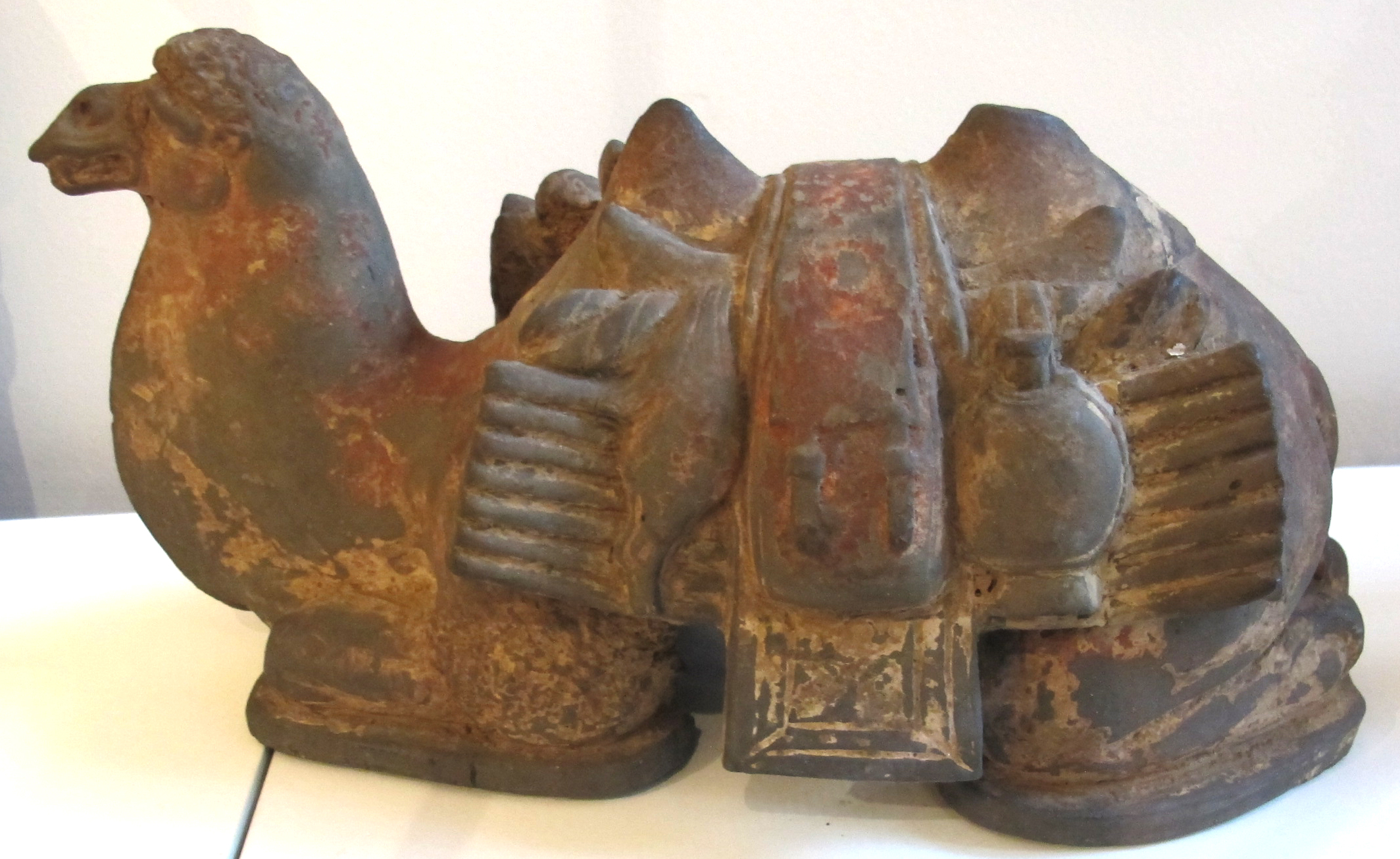
Statuette funéraire représentant un chameau portant un chargement ; c'était l'animal de bât privilégié sur les routes d'Asie centrale à l'époque médiévale. Période des Wei du Nord (début du VI).

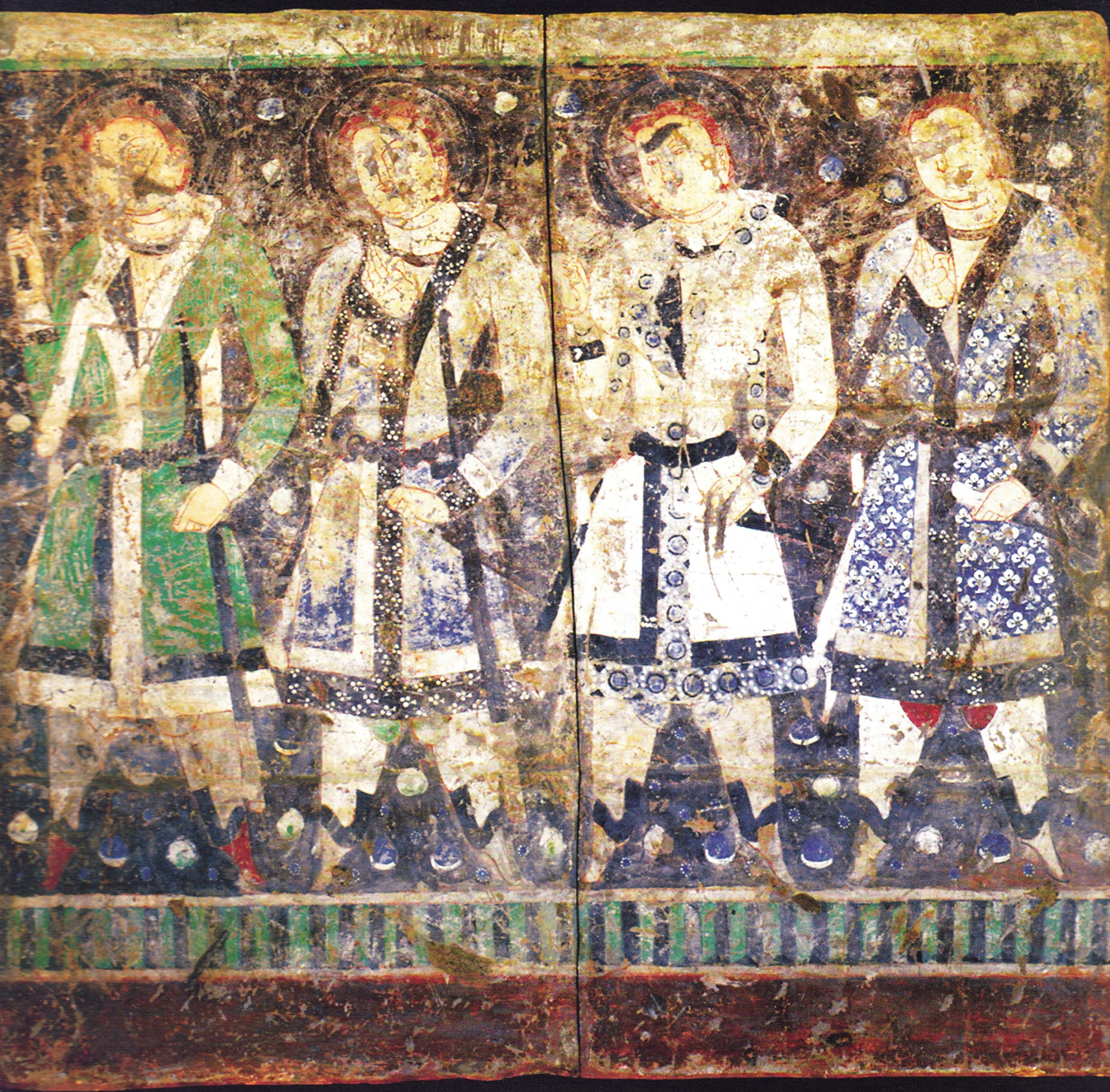
Peinture d'une des grottes bouddhiques de Kizil, près de Kucha, représentant des dignitaires d'une des cités de la Route de la Soie, v. VI, Museum für Asiatische Kunst (Berlin).

### La route de la soie, axe majeur d'échanges
Si la Chine n'a jamais été une région fermée aux influences extérieures, en particulier celles venues depuis le nord-ouest, elle s'ouvre de plus en plus au cours de la période médiévale. Cela est en grande partie la conséquence de l'essor de la « route de la Soie », qui s'est considérablement développée à partir des conquêtes des Han antérieurs en Asie centrale. L'immigration en Chine des ethnies venues du Nord et de l'Ouest, puis la mise en place de royaumes culturellement hybrides par celles-ci durant le haut Moyen-Âge est une des conséquences de cette ouverture. Les échanges commerciaux se développant sur les routes en direction de l'Asie intérieure furent très importants pour l'évolution culturelle de la Chine médiévale. À partir de l'important carrefour commercial et culturel de Dunhuang dans le Gansu, ils la mettent non seulement en contact avec les riches oasis centre-asiatiques (Turfan, Kucha, Kashgar, Khotan, le royaume de Shan-shan, plus loin Samarkand, Pendjikent et bien d'autres) mais aussi les royaumes d'Inde, l'empire sassanide, et plus loin l'Empire romain d'Orient et le monde méditerranéen. À plusieurs reprises des royaumes du nord chinois font reconnaître leur autorité sur des États du Tarim, qui leur versent un tribut, et reçoivent des ambassadeurs de royaumes plus lointains (cités de Sogdiane, Sassanides). Quant aux royaumes du Sud, ils ont également accès aux cités d'Asie centrale par l'intermédiaire des Tuyuhun, ethnie vivant dans l'actuel Qinghai.

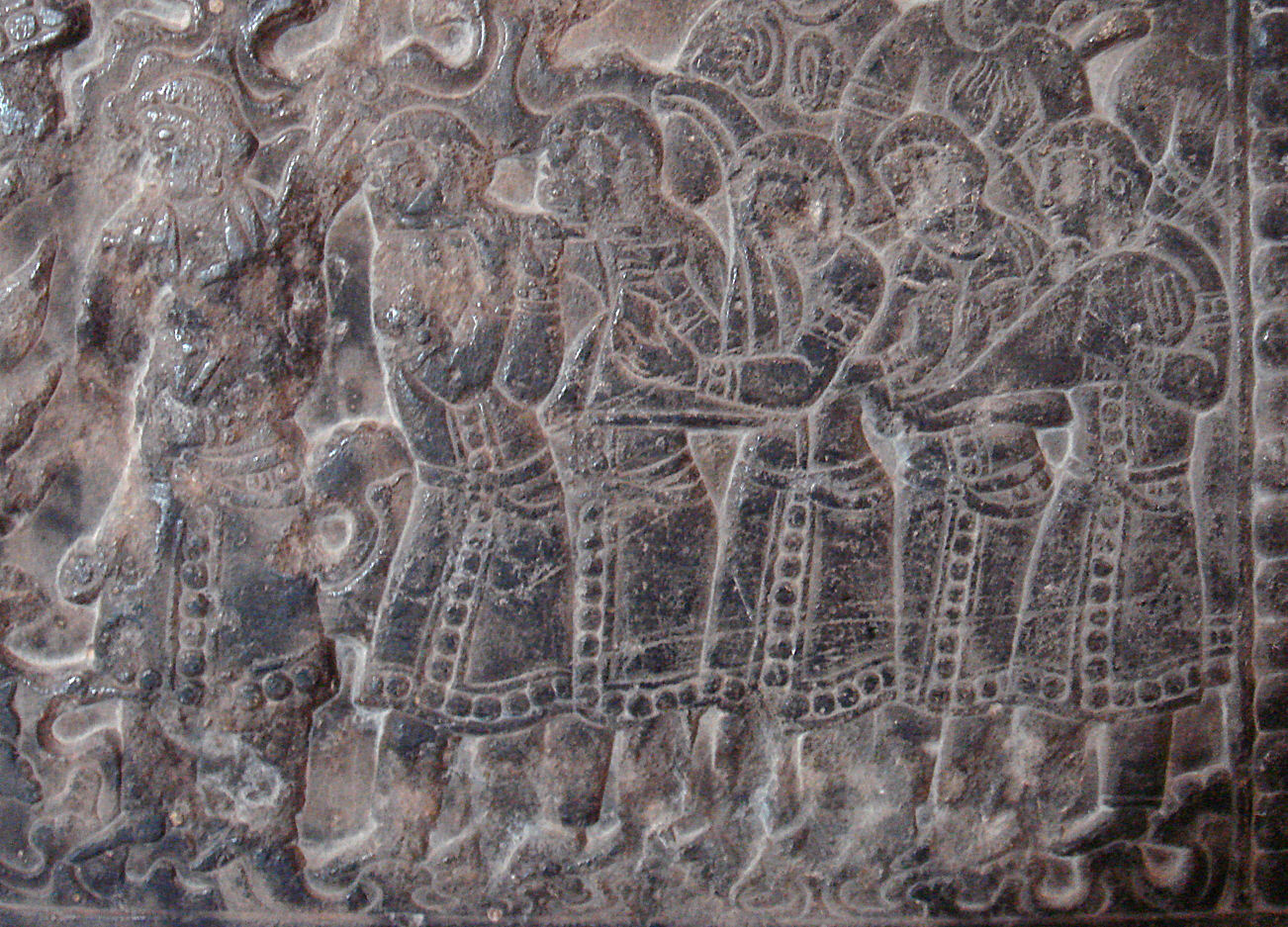
Représentant de musiciens Sogdiens lors d'une fête religieuse, bas-relief funéraire retrouvé près d'Anyang (Henan), période des Qi septentrionaux (550–577), musée Guimet.

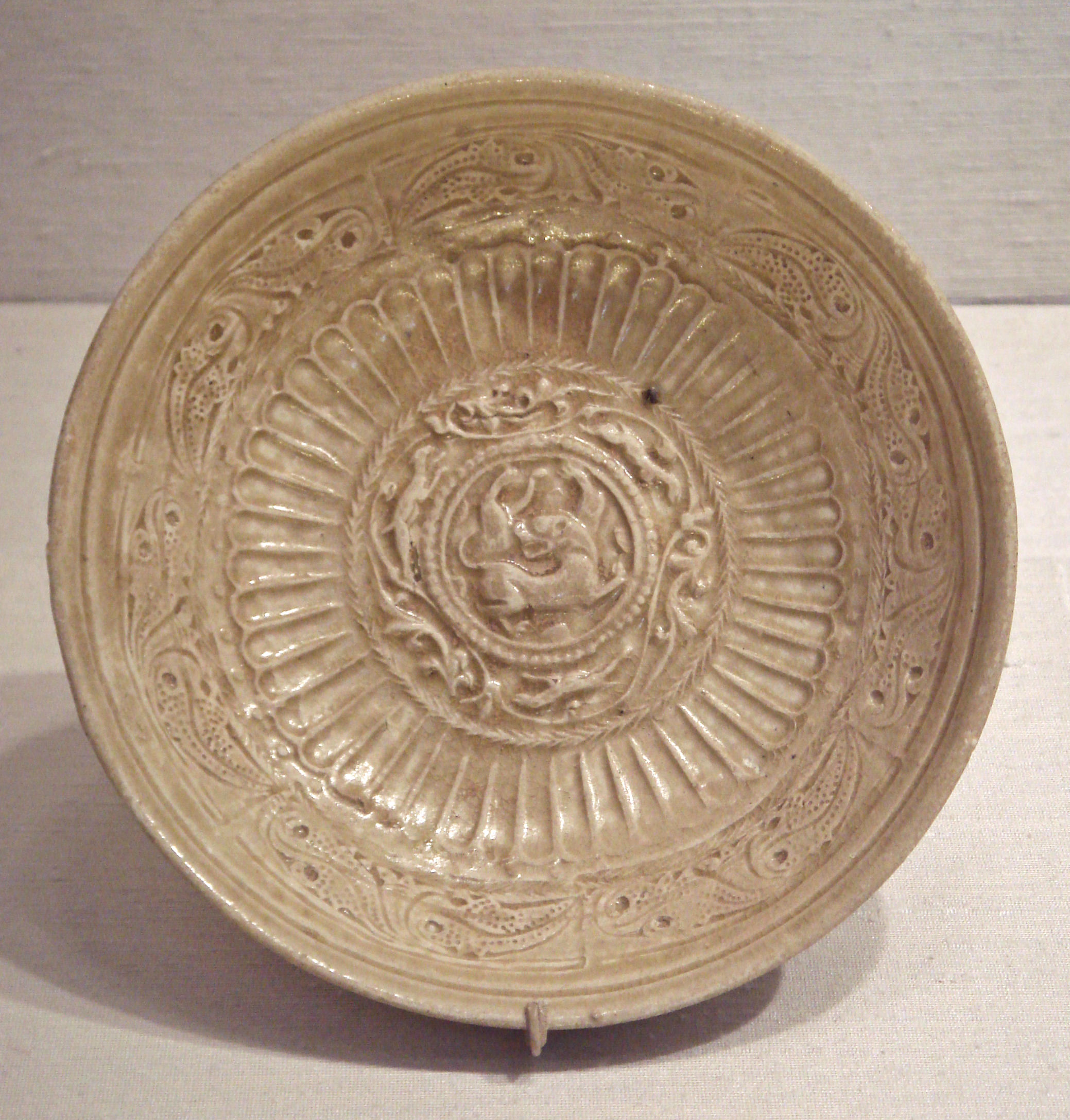
Plat en céramique à glaçure avec un tigre en son centre, imitation de la vaisselle en métal d'origine occidentale, période des Zhou du Nord.

La conséquence matérielle de ces contacts est l'arrivée de nombreux objets exotiques : métaux et pierres précieuses, plantes, bois, textiles, vaisselle et autres objets de luxe qui se retrouvent dans les tombes des élites du Nord à cette période, mais aussi des esclaves venus de contrées lointaines. Les marchands étrangers disposent de quartiers dans les grandes villes chinoises, où ils forment des communautés importantes, surtout à Chang'an et Luoyang où les tombes de certains d'entre eux ont été mises au jour. Les Sogdiens sont alors les plus importants d'entre eux, étant les animateurs d'une grande partie des échanges de la Route de la Soie,. Cela s'est également accompagné par des importations et influences techniques et artistiques occidentales, visibles surtout au Nord où ils étaient sans doute prisés plutôt par les élites non-Chinoises qui étaient depuis longtemps intégrées aux traditions centre-asiatiques : de la vaisselle en argent (parfois or), en général de type sogdien, dont des émules en métal ou en céramique à glaçure ont été façonnées en Chine ; ou encore de la vaisselle en verre ou autres matières vitreuses, parfois importée du monde méditerranéen ou d'Iran, puis fabriquée avec de plus en plus de maîtrise en Chine grâce à l'introduction de la technique de soufflage du verre au Ve siècle. Le plus grand bouleversement apporté par cette ouverture à l'ouest est cependant religieux : l'introduction du bouddhisme sous les Han, puis son développement par la suite, après l'introduction et la traduction de nombreux textes sacrés de cette religion, par des moines généralement originaires d'Asie centrale (de nombreux Sogdiens). Les routes de l'Asie centrale sont d'ailleurs bien connues grâce aux descriptions laissées par des moines chinois s'étant rendus en Inde pour visiter les grands centres bouddhistes et en ramener des manuscrits, en particulier Faxian au début du IVe siècle.

### Le développement des voies maritimes au Sud et à l'Est
Les royaumes du Sud chinois furent en contact privilégié avec les pays situés à leur midi, avec notamment une tendance à s'étendre sur les territoires occupés par les ethnies du Yunnan ou du Nord du Vietnam. Ils eurent des contacts diplomatiques et commerciaux avec le pays de Champa (sud de l'actuel Viêt Nam), le Funan (Cambodge), et plus loin Java (sans doute le royaume de Tarumanagara), Ceylan et les royaumes de l'Inde orientale. Ces pays furent eux aussi visités par le moine Faxian, qui releva notamment la forte influence des religions indiennes (bouddhisme et hindouisme) sur ces royaumes, dont l'étude archéologique a confirmé l'« indianité ». Ces régions servirent sans doute aussi de relais pour l'essor du bouddhisme en Inde. Il est en tout cas évident que les routes commerciales du Sud-Est asiatique connurent à cette période un développement marqué ; les ports du Sud chinois (Jiankang, Canton, Hanoï) étaient tout aussi cosmopolites que les capitales du Nord. Les richesses qui leur parvenaient depuis les routes maritimes méridionales étaient essentielles pour les dynasties du Sud : or, étoffes, perles, corail, coquillages, etc. Des expéditions militaires furent menées à plusieurs reprises jusqu'au Champa pour sécuriser cet essor commercial.
Vers l'Extrême-Orient, à savoir la Corée et le Japon, c'est plutôt l'influence chinoise qui domina. S'y constituaient alors des royaumes de plus en plus importants, qui émergeaient suivant l'exemple des royaumes chinois médiévaux qui ne cherchaient alors pas à les conquérir, même s'ils se faisaient reconnaître une prééminence. Les royaumes coréens (en particulier Paekche) et japonais (Yamato) copièrent alors les institutions, les traditions intellectuelles et culturelles (écriture, poésie, musique, peinture, etc.), mais aussi les capitales des États chinois. Ils adoptèrent à la suite des royaumes du Nord chinois la religion bouddhiste ; les moines coréens et japonais furent d'ailleurs les premiers vecteurs de l'influence chinoise dans leurs pays d'origine. Les royaumes du Sud furent également en relations avec la Corée et le Japon, par voie maritime.

## Les religions
La période des Six dynasties fut la période d'essor du bouddhisme chinois, qui connaît son apogée entre le VIe siècle et le VIIe siècle. Ce fut sans doute le changement principal que connut la culture chinoise durant cette période, car il la modifia dans plusieurs de ses aspects et, bien qu'il marquât le pas par la suite, il en resta une composante majeure. L'essor et l’institutionnalisation du taoïsme fut également un phénomène religieux important durant cette période. Le bouddhisme et le taoïsme donnent une place nouvelle à la religion dans la société chinoise, qui en ressort changée : émergence d'une élite de moines et de prêtres, de corpus de textes sacrés, de nouveaux rituels, de nouvelles formes d'art et d'architecture (grottes, pagodes), et d'organisations (monastères, associations religieuses). Les interactions entre ces religions sont très courantes, qu'elles aboutissent à des échanges ou à des oppositions. La prédominance de ces deux courants n'a pas éliminé d'autres formes de religion, le confucianisme et une nébuleuse de pratiques très mal connues et difficiles à qualifier (chamanisme, animisme ?), qui présentent des points communs avec les religions officielles tout en suscitant souvent leur rejet en raison de leurs pratiques jugées comme impropres voire scandaleuses.L

### Les courants taoïstes
Le taoïsme est une religion dont les racines sont proprement chinoises, héritière de croyances et pratiques remontant à la plus haute Antiquité. Le taoïsme religieux se forme véritablement au IIe siècle, en particulier chez la secte des Maîtres célestes, selon la légende à la suite d'une apparition de Laozi (qui a un aspect divin) à son fondateur, Zhang Daoling. C'est de cette époque que date la formation d'un clergé taoïste (les daoshi). Les idées du penseur Ge Hong (283-343), contenues dans le Baopuzi, sont également importantes dans la formation de la pensée taoïste au début de l'ère des Six dynasties. Un autre texte majeur de la pensée taoïste, le Liezi, daté traditionnellement du Ve siècle av. J.-C., a plus vraisemblablement été composé vers cette même époque (IIIe ou IVe siècle).
Des courants taoïstes se formèrent autour de textes résultant de nouvelles « révélations » : le Shangqing (« Haute pureté », ou école du Maoshan), développé dans le Sud à la fin du IVe siècle, puis le Lingbao (« Joyau sacré ») dans la première moitié du Ve siècle, et ensuite une rénovation du courant des Maîtres célestes chez les Wei du Nord sous l'impulsion de Kou Qianzhi (365-448), pour les plus importants. La liturgie taoïste se forma à partir de cet ensemble d'écrits, intégrés dans un premier « canon taoïste » (daozang) par Lu Xiujing (406-477), tandis que le clergé taoïste devint de plus en plus présent dans la société chinoise.

### L'essor du bouddhisme en Chine

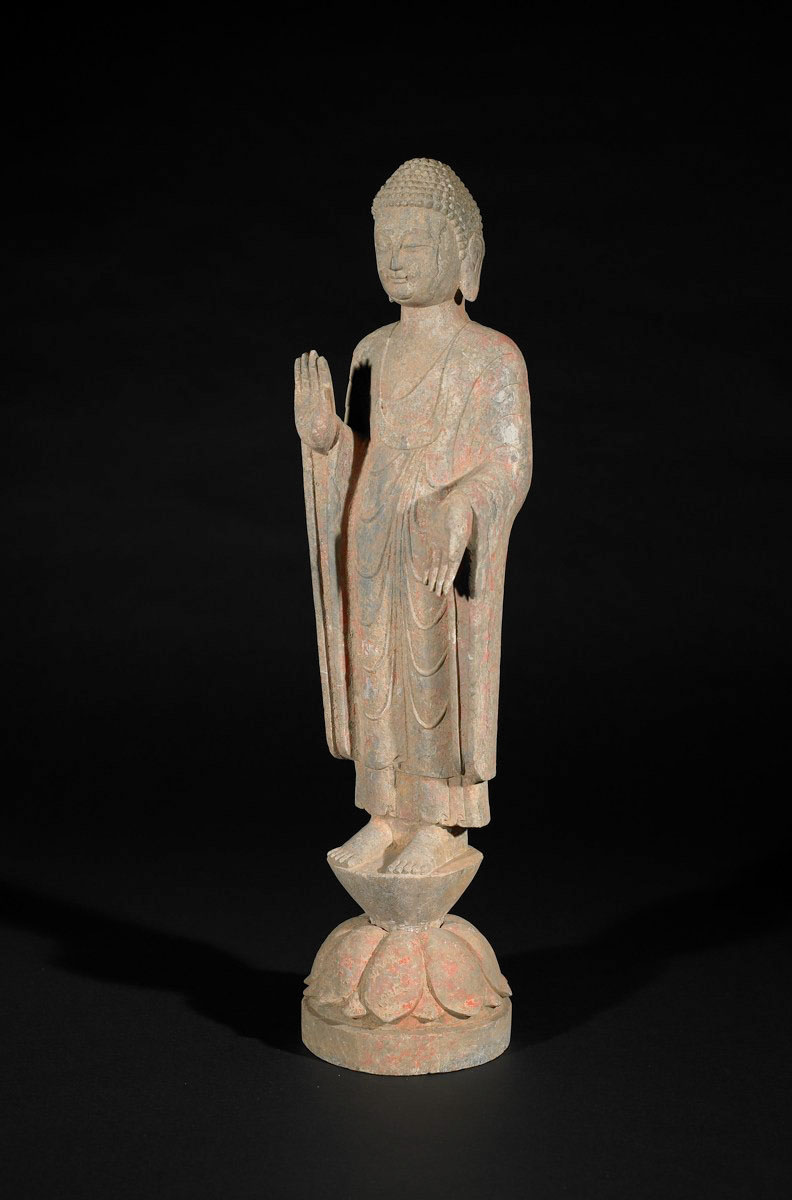
Statue de Bouddha, période des Qi du Nord. Birmingham Museum of Art.

Le bouddhisme est originaire d'Inde, où il apparaît autour de 500/400 av. J.-C., et pénètre en Chine du Nord au Ier siècle via les routes provenant d'Asie centrale, sous la forme du « Grand Véhicule » (sanskrit Mahayana),. Les premières traductions en chinois de textes bouddhistes en sanskrit s'accomplissent à Luoyang sous les Han postérieurs, avant de se développer également dans le Sud, des traductions étant effectuées à Jiankang à partir du IIIe siècle, sous le royaume de Wu et la dynastie des Jin orientaux. Progressivement les moins chinois élaborent leurs premiers textes originaux, y compris des traités apocryphes présentés comme originaires d'Inde, qui avaient souvent pour finalité d'adapter les croyances bouddhistes à la pensée chinoise. Durant le haut Moyen-Âge, le bouddhisme qui se développe au Nord est plus dévotionnel et moraliste, tandis qu'au Sud il prend racine dans le milieu des élites lettrées pratiquant les « causeries pures » séduits par l'idée de vacuité présente dans les écrits du bouddhisme.
Les moines bouddhistes devinrent progressivement des figures importantes du milieu intellectuel et religieux de la Chine, et les monastères se diffusent dans tout le pays. Les réflexions de la première période s'ancraient dans les débats proprement chinois, empruntant en particulier aux penseurs taoïstes. Au début du Ve siècle arrive à Chang'an l'un des principaux traducteurs de textes bouddhistes en chinois, Kumarajiva (v. 350-409), originaire de Kucha, qui introduit en Chine l'école indienne de la « Voie moyenne » (Madhyamaka). Dao'an (312-385), Huiyuan (334-416) promoteur de l'école de la « Terre pure » et son disciple Daosheng (360-434), qui popularisa l'école du nirvana, furent très importants. Avec eux le bouddhisme est plus proche des traditions indiennes et moins impliqué dans les débats issus de la tradition intellectuelle proprement chinoise. Les Ve – VIe siècle voient l'essor du bouddhisme s'accélérer dans toute la Chine, moines et monastères proliférant. Le VIe siècle voit l'apparition de l'école Tiantai, la première en Chine à ne pas avoir de racines indiennes, et c'est vers cette même période que seraient posées les bases du Chan par le moine Bodhidharma. Cela fait entrer le bouddhisme chinois dans une ère durant laquelle il est véritablement sinisé, étant devenu une composante essentielle de la civilisation chinoise.

### Le confucianisme marginalisé
Un troisième courant intellectuel et religieux important est le confucianisme, qui comme le taoïsme est ancré dans le fonds religieux de la Chine ancienne. Depuis la chute des Han, ses idées ne sont plus en vogue. Elles restent néanmoins présentes dans les milieux lettrés, et par eux dans les cours impériales, en particulier dans le Nord. Les empereurs pratiquent ainsi toujours des sacrifices au Ciel et à la Terre ainsi que le culte des ancêtres dynastiques suivant les traditions posées sous la dynastie Han. Les idéaux de piété filiale (xiao) et de soumission au souverain (zhang) restent très présents dans l'univers intellectuel de l'époque. Un classique confucéen comme les Rites des Zhou (Zhouli) sert d'inspiration aux réformes administratives des Wei du Nord et des États qui leur succèdent au Nord, surtout les Zhou du Nord. La survie des traditions littéraires et éducatives des confucéens survivent grâce à certains lettrés, dont certains étaient par ailleurs issus d'autres traditions religieuses (ainsi le bouddhiste Yan Zhitui). Les confucianistes comme Zheng Xianzhi (363-427) et Fan Zhen (450-515) participèrent à des controverses les opposant aux deux courants dominants, dont ils remettaient en cause l'idée de l'indestructibilité de l'esprit opposée à la destructibilité du corps, puisqu'ils considéraient que les deux sont destructibles.

### Chamanisme et croyances animistes
D'autres croyances et pratiques plus populaires ont également existé dans la Chine médiévale, là encore héritées des périodes antérieures. Parce qu'elles relèvent surtout d'un contexte populaire et non lettré, elles échappent largement à notre documentation, et ne sont généralement évoquées que pour être condamnées. C'est le cas des pratiques relevant du chamanisme, consistant notamment en des exorcismes et autres pratiques à finalité curative, ainsi que des rituels de divination, concurrents des praticiens des religions institutionnalisées. Dans les faits les chamans semblent toujours avoir une certaine importance dans les milieux populaires, et leur répression par les tenants des courants officiels s'accompagna de l'adoption par ceux-ci de plusieurs de leurs pratiques. Chez les Wei du Nord, les chamans, ici des femmes, jouent un grand rôle dans le culte officiel, sans doute dans la lignée des traditions ancestrales xianbei, et même si leur place déclina avec l'élection du bouddhisme comme religion officielle du royaume puis la politique de sinisation, elles accomplissaient encore des rituels officiels à la fin des dynasties du Nord et même au début des Sui. Ce type de pratiques se retrouve également chez des peuples barbares dans le Sud (en particulier les Ba du Sichuan), renvoyant à un fonds animiste, et reposant sur des sacrifices sanglants, dont la religion officielle a été expurgée depuis longtemps. Les moines taoïstes et bouddhistes furent d'ardents combattants de ces pratiques.

### Les religions iraniennes
Enfin, avec l'implantation d'étrangers occidentaux dans la Chine du Nord, les religions du monde iranien (mazdéisme, manichéisme) sont introduites en Chine, comme l'attestent les sculptures ornant des sarcophages de dignitaires Sogdiens datés de la seconde moitié du VIe siècle.

### Les échanges entre courants religieux
Dès l'introduction du bouddhisme, ses liens avec le taoïsme furent très prononcés. Les deux avaient rapidement échangés, notamment dans le cadre des « causeries pures » (qingtan) en vogue à l'époque dans le Sud, débats mondains au cours desquels des gens d'esprit discutaient autour des thèmes liés au détachement comme la vacuité et le non-agir. Le vocabulaire taoïste fut souvent mobilisé pour traduire des concepts du bouddhisme en chinois. Plusieurs idées présentes dans les deux religions étaient plus ou moins similaires : réflexions sur l'être et le non-être, extinction et non-agir, figures de saints, pratiques monacales renvoyant à l'idéal taoïste de retrait du monde, exercices du dhyana et du yoga et techniques d'hygiène taoïstes, réincarnation et immortalité de l'âme, etc. Ainsi au début de son introduction le bouddhisme fut à plusieurs reprises (surtout par des taoïstes) présenté comme issu de l'enseignement de Laozi, dont la légende voudrait qu'il ait terminé sa vie dans les régions occidentales, depuis lesquelles était arrivée la religion indienne. Plusieurs courants des deux religions partageaient également des visions eschatologiques voisines, présageant la proximité de la fin du Monde. Avec le temps, le taoïsme fut à son tour influencé par le bouddhisme, en particulier chez les adeptes du Lingbao dont les écrits fondateurs avaient une forte coloration bouddhiste, et dans l'organisation de son clergé qui reprit largement les pratiques de la religion indienne, et ce en dépit du fait que les succès du bouddhisme suscitèrent l'animosité de plusieurs penseurs taoïstes, dénigrant son origine étrangère. Le bouddhisme eut également un impact significatif sur les croyances relatives à l'au-delà.

### Généralités sur la Chine médiévale
- Flora Blanchon et al., Arts et histoire de Chine, vol. 2, Paris, Presses Universitaires de Paris-Sorbonne, coll. « Asie », 1999 (ISBN 2840501236, OCLC 490634014)
- (en) Victor Cunrui Xiong, Historical Dictionary of Medieval China, Lanham, Scarecrow Press, coll. « Historical dictionaries of ancient civilizations and historical eras », 2009, 731 p. (ISBN 978-0-8108-6053-7, lire en ligne)
- Jacques Gernet, Le monde chinois : 1. De l'âge du bronze au Moyen Âge, 2100 av. J.-C.-Xe siècle après J.-C., Paris, Pocket, 2005
- (en) Charles Holcombe, The Genesis of East Asia, 221 B.C.-A.D. 907, Honolulu, Association for Asian Studies et University of Hawai'i Press, 2001, 332 p. (ISBN 0-8248-2465-2, lire en ligne)

### Six dynasties
- (en) David A. Graff, Medieval Chinese Warfare, 300-900, Londres et New York, Routledge, coll. « Warfare & History », 2002
- (en) Albert E. Dien, Six Dynasties Civilization, New Haven, Yale University Press, coll. « Early Chinese civilization series », 2007
- (en) Mark Edward Lewis, China Between Empires : The Northern and Southern Dynasties, Cambridge et Londres, Belknap Press of Harvard University Press, coll. « History of imperial China », 2009
- (en) Albert E. Dien et Keith N. Knapp (dir.), The Cambridge history of China : Volume 2, The Six dynasties, 220-589, Cambridge, Cambridge University Press, 2019
- François Martin et Damien Chaussende (dir.), Dictionnaire biographique du haut Moyen Âge chinois, Paris, Les Belles Lettres, 2020
- Pablo Ariel Blistein, Le haut Moyen-Âge chinois : Histoire générale de la Chine (220-589), Paris, Les Belles Lettres, 2024

### Institutions, société et économie
- Henri Maspéro et Étienne Balazs, Histoire et institutions de la Chine ancienne, Presses universitaires de France, coll. « Annales du musée Guimet / Bibliothèque d'études » (no LXXIII), 1967
- (en) Albert E. Dien (dir.), State and Society in Early Medieval China, Stanford, Stanford University Press, 1990
- (en) Scott Pearce, Audrey Spiro et Patricia Buckley Ebrey (dir.), Culture and power in the reconstitution of the Chinese realm, 200-600, Cambridge, Harvard University Asia Center / Harvard University Press, 2001
- (en) Richard von Glahn, The Economic History of China : From Antiquity to the Nineteenth Century, Cambridge, Cambridge University Press, 2016

### Religion et pensée
- Anne Cheng, Histoire de la pensée chinoise, Paris, Éditions du Seuil, coll. « Points Essais », 2002 (1re éd. 1997)
- John Lagerwey (dir.), Religion et société en Chine ancienne et médiévale, Paris, Éditions du Cerf - Institut Ricci, coll. « Patrimoines Chine », 2009
- (en) John Lagerwey et Lü Pengzhi (dir.), Early Chinese Religion, Part Two : The Period of Division (220-589 AD), Leyde et Boston, Brill Academic Pub, 2009
- Isabelle Robinet, Histoire du taoïsme : des origines au XIVe siècle, Paris, Éditions du Cerf - CNRS Éditions, coll. « Biblis Histoire », 2012 (1re éd. 1991)

### Littérature
- André Lévy (dir.), Dictionnaire de littérature chinoise, Paris, Presses universitaires de France, coll. « Quadrige », 2000 (1re éd. 1994)
- (en) Xiaofen Tian, « From the Eastern Jin through the early Tang (317–649) », dans Kang-i Sun Chang et Stephen Owen (dir.), The Cambridge History of Chinese Literature, Volume 1: To 1375, Cambridge, Cambridge University Press, 2010, p. 199-285
- (en) Wendy Swartz, Robert Ford Campany, Yang Lu et Jessey Choo (dir.), Early Medieval China : A Sourcebook, New York, Columbia University Press, 2014

### Art et architecture
- Danielle Elisseeff, La Chine du Néolithique à la fin des Cinq Dynasties (960 de notre ère), Paris, RMN, coll. « Manuels de l'école du Louvre », 2008
- (en) James C. Y. Watt (dir.), China : Dawn of a Golden Age, 200-750 AD, New York, New Haven et Londres, Metropolitan Museum of Art et Yale University Press, 2004 (lire en ligne)

- Cet article est partiellement ou en totalité issu de l'article intitulé « Dynasties du Sud et du Nord » (voir la liste des auteurs).